# Fünfte Jahreszeit

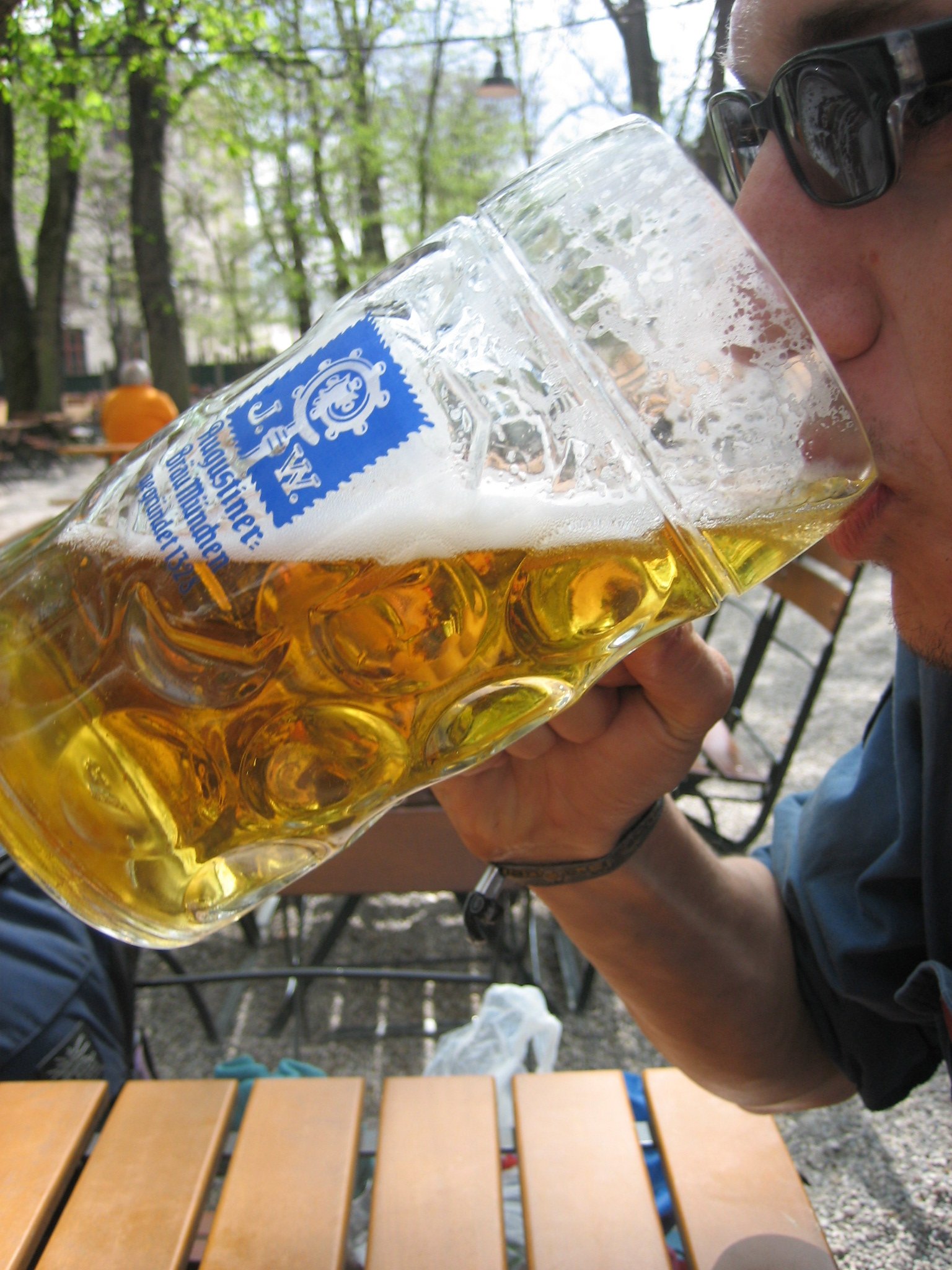
Die fünfte Jahreszeit in München: Die Starkbierzeit

Als fünfte Jahreszeit wird ein mehrere Tage bis Wochen andauernder Zeitraum bezeichnet, in dem ein Ereignis stattfindet, das den Lebensrhythmus vieler Menschen so stark beeinflusst, wie es sonst nur der Wechsel der vier Jahreszeiten tut. Welcher Zeitraum als „fünfte Jahreszeit“ angesehen wird, ist regional unterschiedlich. Außerdem kann es vorkommen, dass es mehrere fünfte Jahreszeiten in einem Jahr gibt.

## Brauchtum
- In vielen Gegenden Deutschlands gelten die Wochen, in denen Karneval, Fastnacht und Fasching gefeiert wird, als fünfte Jahreszeit.[1]
- Im sächsischen Erzgebirge gelten die Adventszeit und die Weihnachtszeit als fünfte Jahreszeit.[2]
- In Paderborn wird als fünfte Jahreszeit das neuntägige Liborifest bezeichnet, das gegen Ende Juli gefeiert wird und an die Überführung der Reliquien des Heiligen Liborius von Le Mans nach Paderborn erinnert.[3]
- In Südtirol ist die fünfte Jahreszeit als Törggelezeit bekannt, welche meist Anfang Oktober beginnt und ungefähr bis zum Beginn der Adventszeit andauert.[4]

## Wein/Bierfeste
- In Bayern wird traditionell die Starkbierzeit als fünfte Jahreszeit bezeichnet. Sie dauert über die gesamte Fastenzeit an und findet mit der Starkbierprobe auf dem Nockherberg in München ihren Höhepunkt.[5] Beim so genannten „Derblecken“ nehmen Kabarettisten dort die bayerische und deutsche Politik aufs Korn.[6]
- In München wird das größte Volksfest der Welt, die Wiesn bzw. von Nicht-Münchnern auch Oktoberfest genannt, als 5. Jahreszeit bezeichnet. Es beginnt jährlich im September und endet nach etwa zwei Wochen in der ersten Oktoberwoche.[7]
- In Erlangen nennt man die Bergkirchweih, die 12 Tage zu Pfingsten gefeiert wird, auch die fünfte Jahreszeit.[8]
- In Rosenheim nennt man das sechzehntägige Rosenheimer Herbstfest, das jährlich am letzten Samstag im August beginnt, ebenfalls fünfte Jahreszeit.[9]
- In Straubing nennt man das Gäubodenvolksfest, das traditionell am zweiten Freitag im August beginnt und 11 Tage dauert, die fünfte Jahreszeit.[10]
- In Crailsheim versteht man unter der fünften Jahreszeit das viertägige Fränkische Volksfest.[11]

## Märkte/Traditionen
- In Bremen gilt der Freimarkt im Oktober als fünfte Jahreszeit.[12]
- Das Schützenfest Hannover wird in der Region Hannover als fünfte Jahreszeit bezeichnet. Das größte Schützenfest der Welt dauert 10 Tage und beginnt immer am „Freitag vor dem ersten Montag im Juli“.[13]
- In Oldenburg wird als fünfte Jahreszeit der Kramermarkt Oldenburg bezeichnet. Der Kramermarkt beginnt an einem Freitag zwischen dem 26. September und dem 2. Oktober und dauert zehn Tage.[14]
- In Peine wird das „Peiner Freischießen“ als fünfte Jahreszeit bezeichnet. Das Stadtfest mit Wurzeln aus dem 16. Jahrhundert findet jährlich am Wochenende des ersten Sonntags im Juli statt.
- In Vechta gilt der Stoppelmarkt Mitte August als fünfte Jahreszeit.[15]
- In Werne nennt man Sim-Jü, die immer am letzten Oktoberwochenende stattfindet, die fünfte Jahreszeit.[16]